# Panathīnaïkos Athlītikos Omilos (pallacanestro maschile)
Il Panathinaikos A.O. (in greco: Κ.Α.Ε. Παναθηναϊκός - K.A.E. Panathinaïkós) è la squadra di pallacanestro della società polisportiva Panathinaikos A.O., club con sede ad Atene, in Grecia.

## Storia
Fondato nel 1922 e di proprietà dei magnati della farmaceutica Pavlos e Thanassis Giannakopoulos, il Panathinaikos è il migliore team cestistico di tutta la Grecia, ed uno dei migliori in Europa. Nella sua bacheca figurano 36 campionati nazionali, 19 Coppe di Grecia, 7 tra Coppe dei Campioni ed Euroleghe, ed una Coppa Intercontinentale.
Numerosi giocatori di fama internazionale hanno vestito la maglia bianco verde (Dominique Wilkins, Fragkiskos Alvertīs, Byron Scott, Dino Rađa, Dejan Bodiroga, Nikos Galīs, Panagiōtīs Giannakīs, Stojko Vranković, Žarko Paspalj, Fanīs Christodoulou, Antonio Davis, Željko Rebrača tra gli altri). Questi campioni, insieme con la fortunata gestione del presidente Pavlos Giannakopoulos, hanno fatto del Panathinaikos una delle squadre più vincenti e conosciute del continente negli ultimi quindici anni, e l'unica capace di vincere quattro Euroleghe dopo la creazione delle Final Four.
Nell'aprile del 1996, alle Final Four di Parigi, il Panathinaikos è stato il primo club greco a vincere la Coppa dei Campioni, oggi Eurolega, battendo il Barcellona in finale 67-66. Nel settembre dello stesso anno il team ha vinto la Coppa Intercontinentale, battendo la squadra argentina dell'Olimpia Venado Tuerto con i punteggi di 83-89, 83-78 e 101-76 (2-1 totale). Nel 2000, alle Final Four di Salonicco, il Panathinaikos è diventato campione d'Europa per la seconda volta, battendo il Maccabi Tel-Aviv per 73-67 in finale. Nel 2002, a Bologna, è arrivato il terzo alloro europeo, a spese della Kinder Bologna, battuta 89-83. Nel 2007, nelle Final Four giocate in casa, il Panathinaikos è diventato per la quarta volta campione battendo il CSKA Mosca, detentore del trofeo, con il risultato di 93-91.
Il Panathinaikos ha preso parte alle Final Four di Eurolega altre quattro volte: a Tel Aviv nel 1994 (3º posto), a Saragozza nel 1995 (3°), a Parigi nel 2001 (2°) e a Mosca nel 2005 (3º posto). Altri successi da sottolineare sono le due semifinali di Coppa delle Coppe raggiunte (1969 e 1998), le semifinali di Coppa dei Campioni 1971-72 (eliminato dall'Ignis Varese con i punteggi di 78-70 e 55-69). Infine, nella stagione 1981-82, la squadra raggiunse la finale del massimo torneo europeo, eliminando anche CSKA Mosca e Levski Sofia.
Il 3 maggio 2009 il club, battendo in finale il CSKA Mosca per 73-71, vinse l'Eurolega 2008-2009.

## Roster 2024-2025

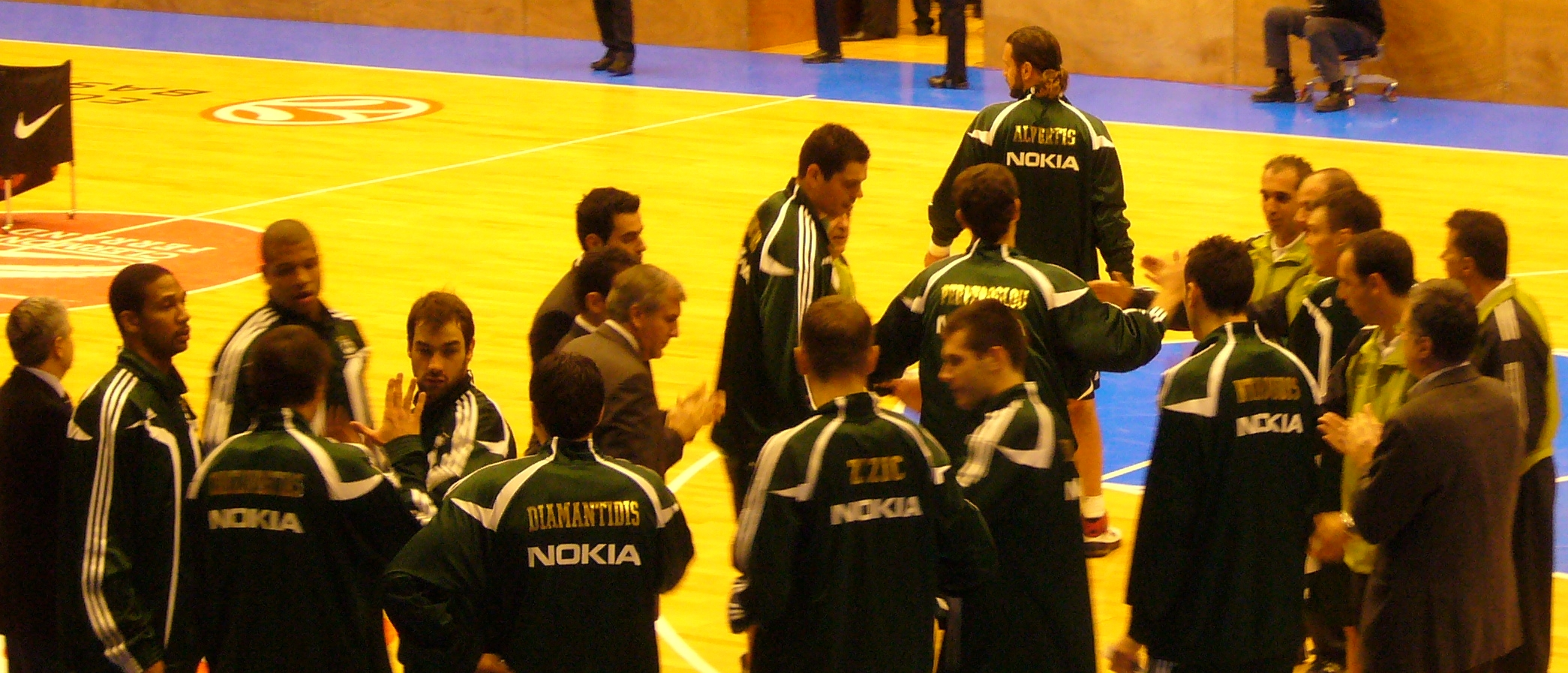
I giocatori nell' Eurolega 2007-2008.

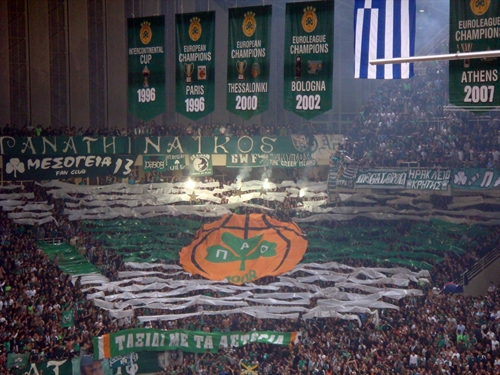
I tifosi del Panathinaikos, OAKA arena.

Aggiornato al 24 dicembre 2024.
| Panathīnaïkos Atene 2024-25 | Panathīnaïkos Atene 2024-25 |
| Giocatori                   | Staff tecnico               |
| --------------------------- | --------------------------- |

| N. | Naz.                                               | Ruolo | Nome                   | Anno | Alt.   | Peso   |  |
| -- | -------------------------------------------------- | ----- | ---------------------- | ---- | ------ | ------ |  |
| 0  | Grecia (bandiera)                                  | GA    | Panagiōtīs Kalaitzakīs | 1999 | 200 cm | 92 kg  |  |
| 2  | Stati Uniti (bandiera) · Spagna (bandiera)         | P     | Lorenzo Brown          | 1990 | 196 cm | 87 kg  |  |
| 6  | Grecia (bandiera)                                  | G     | Dīmītrīs Mōraitīs      | 1999 | 192 cm | 86 kg  |  |
| 10 | Grecia (bandiera)                                  | P     | Kōstas Sloukas (C)     | 1990 | 190 cm | 90 kg  |  |
| 16 | Macedonia del Nord (bandiera) · Turchia (bandiera) | AP    | Cedi Osman             | 1995 | 201 cm | 104 kg |  |
| 20 | Grecia (bandiera)                                  | AC    | Alexandros Samodurov   | 2005 | 210 cm | 95 kg  |  |
| 21 | Grecia (bandiera)                                  | A     | Iōannīs Papapetrou     | 1994 | 206 cm | 106 kg |  |
| 22 | Stati Uniti (bandiera)                             | P     | Jerian Grant           | 1992 | 193 cm | 90 kg  |  |
| 24 | Germania (bandiera)                                | C     | Tibor Pleiß            | 1989 | 221 cm | 116 kg |  |
| 25 | Stati Uniti (bandiera)                             | G     | Kendrick Nunn          | 1995 | 190 cm | 86 kg  |  |
| 26 | Francia (bandiera)                                 | C     | Mathias Lessort        | 1995 | 206 cm | 112 kg |  |
| 32 | Sudan del Sud (bandiera)                           | C     | Wenyen Gabriel         | 1997 | 206 cm | 95 kg  |  |
| 40 | Lituania (bandiera)                                | AP    | Marius Grigonis        | 1994 | 198 cm | 93 kg  |  |
| 41 | Spagna (bandiera)                                  | AG    | Juancho Hernangómez    | 1995 | 206 cm | 97 kg  |  |
| 44 | Grecia (bandiera)                                  | AG    | Kōnstantinos Mītoglou  | 1996 | 210 cm | 116 kg |  |
| 77 | Turchia (bandiera)                                 | C     | Ömer Yurtseven         | 1998 | 213 cm | 125 kg |  |

| Allenatore |
| - Ergin Ataman |
| Assistente/i |
| - Savvas Kamperidīs - Chrīstos Serelīs - Vasilīs Simtsak - Cenk Yıldırım Legenda - (C) Capitano - (IN) Inattivo - Infortunato Roster |

## Palmarès

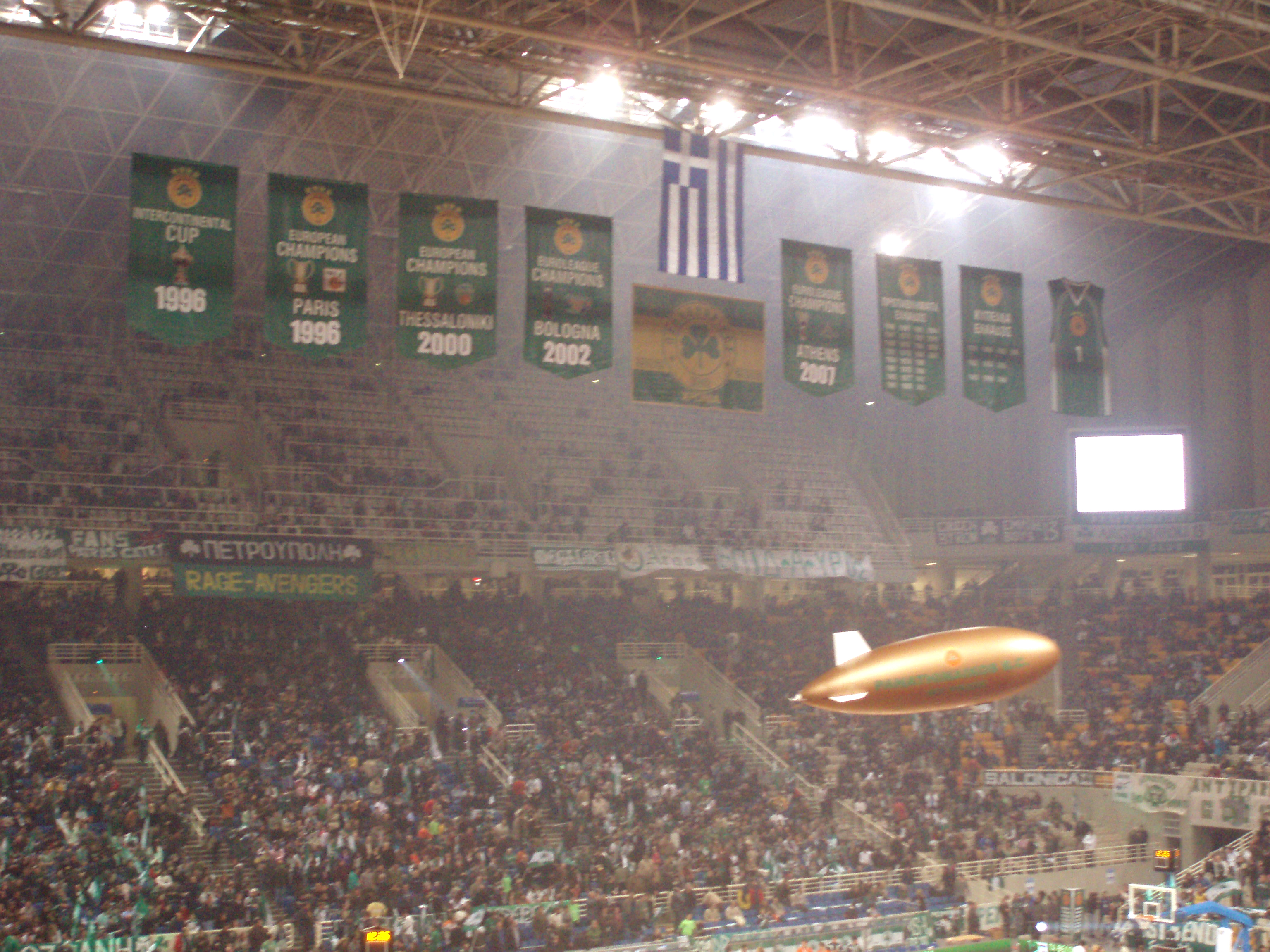
I banner celebrativi appesi al tetto dell' OAKA arena.

### Maschile
- Campionato greco: 40

1945-1946, 1946-1947, 1949-1950, 1950-1951, 1953-1954, 1960-1961, 1961-1962, 1966-1967, 1968-1969, 1970-1971, 1971-1972, 1972-1973, 1973-1974, 1974-1975, 1976-1977, 1979-1980, 1980-1981, 1981-1982, 1983-1984, 1997-1998, 1998-1999, 1999-2000, 2000-2001, 2002-2003, 2003-2004, 2004-2005, 2005-2006, 2006-2007, 2007-2008, 2008-2009, 2009-2010, 2010-2011, 2012-2013, 2013-2014, 2016-2017, 2017-2018, 2018-2019, 2019-2020, 2020-2021, 2023-2024
- Coppa di Grecia: 21

1979, 1982, 1983, 1986, 1992-1993, 1995-1996, 2002-2003, 2004-2005, 2005-2006, 2006-2007, 2007-2008, 2008-2009, 2011-2012, 2012-2013, 2013-2014, 2014-2015, 2015-2016, 2016-2017, 2018-2019, 2020-2021, 2024-2025
- Supercoppa greca: 1

2021
- Eurolega: 7

1995-1996, 1999-2000, 2001-2002, 2006-2007, 2008-2009, 2010-2011, 2023-2024
- Coppa Intercontinentale: 1

1996

### Femminile
- Campionato greco: 4

1998, 2000, 2005, 2013
- Coppa di Grecia: 1

2000